# ليو هرنانديز
ليو هرنانديز (بالإسبانية: Leo Hernández)‏ هو لاعب كرة قاعدة فنزويلي، ولد في 6 نوفمبر 1959 في سانت لوسيا، فنزويلا ‏ في فنزويلا.

## وصلات خارجية
- ليو هرنانديز على موقعبيزبول رفرنس.كوم (الدوري الرئيسي) (الإنجليزية)
- ليو هرنانديز على موقعبيزبول رفرنس.كوم (الدوري الثانوي) (الإنجليزية)